# Gilles Marini
Gilles Marini (Grasse, 26 januari 1976) is een Franse acteur.

## Levensloop
Marini werd in Grasse geboren als de zoon van een Italiaanse vader en een Griekse moeder. Na het behalen van zijn schooldiploma werkte hij een tijdje in zijn vaders bakkerij. Vervolgens sloot hij zich aan bij het Franse leger en werd gestationeerd in Parijs. Hij werkte daar bij de brandweer. Tijdens zijn werk als brandweerman kwam hij in contact met Fred Goudon. Goudon introduceerde hem in de modellenwereld. Nadat hij zijn tijd bij het leger had volbracht, ging hij naar Amerika. In Amerika leerde hij de Engelse taal en werkte hij ook als model.
Zijn eerste optreden op televisie was in reclame voor Bud Light-bier. Bekendheid verwierf hij door zijn rol in de film Sex and the City, waarin hij totaal naakt te zien was. Marini heeft inmiddels veel acteerervaring. Hij was onder andere te zien in Ugly Betty, Criminal Minds en Nip/Tuck. In 2009 had hij zijn eerste grote hoofdrol te pakken. Sinds het vierde seizoen speelt hij de rol van Luc Laurent in de dramaserie Brothers & Sisters. Marini is hierin te zien met grote namen als Sally Field, Ron Rifkin en Patricia Wettig. In eerste instantie ging het om een gastrol van een aantal afleveringen, maar inmiddels behoort hij tot de vaste cast.
Marini deed mee aan het achtste seizoen van Dancing with the Stars. Hij danste samen met Cheryl Burke.
In 2012 sprak hij een stem in van de korte film Puss in Boots: The Three Diablos.